# Vågsøy
Vågsøy è un ex comune norvegese della contea di Sogn og Fjordane. Dal 1º gennaio 2020 fa parte del comune di Kinn.
Il capoluogo amministrativo del comune era la cittadina di Måløy. Vågsøy è anche il nome dell'isola principale dell'ex comune; l'isola ha una superficie di 64 km². Gli altri centri abitati dell'ex comune sono: Bryggja, Degnepoll, Holvik, Kvalheim, Langenes, Raudeberg, Refvik, Silda, Tennebø, Totland, Vedvik e Vågsvåg.
Il territorio del comune comprendeva la costa e le isole della sponda settentrionale del Nordfjord; il nome del comune derivava da quello dell'isola principale. Tra i villaggi di Degnepoll e Tennebø si estende il lago Degnepollvatnet.